# Magnolia jardinensis
Magnolia jardinensis este o specie de plante din genul Magnolia, familia Magnoliaceae, descrisă de M.Serna, C.Velásquez și Cogollo.
Este endemică în Columbia. Conform Catalogue of Life specia Magnolia jardinensis nu are subspecii cunoscute.